# Обол
Оболът е гръцка монета на стойност една шеста от драхмата.
Обол също е и мярка за тежест. В древна Гърция се равнявала на половин грам. В древен Рим бил дефиниран като 1/48 от римската унция, или около 0,57 грама. В модерна Гърция се равнява на един дециграм, или 0,1 грама.